# Wiens forskydningslov
Wiens forskydningslov siger, at et sort legemes temperatur {\displaystyle T} er omvendt proportional med den mest intense bølgelængde {\displaystyle \lambda _{\max }} udsendt i form af varmestråling:
{\displaystyle \lambda _{\max }\propto {\frac {1}{T}}}
Et objekt, der er varmt nok til at udsende synlig varmestråling, vil altså først udsende rødligt lys (lang bølgelængde). Ved højere temperaturer vil det derimod udsende blåligt lys (kort bølgelængde) og derover usynlig ultraviolet stråling og anden højfrekvent stråling. 
Loven blev formuleret af Wilhelm Wien i 1893.

## Udledning
Loven kan udledes fra Plancks strålingslov, der beskriver radiansen for hver enkelt bølgelængde {\displaystyle \lambda }:
{\displaystyle B_{\lambda }={\frac {2hc^{2}}{\lambda ^{5}}}{\frac {1}{e^{\frac {hc}{\lambda k_{\text{B}}T}}-1}}}
hvor {\displaystyle B_{\lambda }} er radiansen, hvilket er effekten pr. areal, pr. rumvinkel og pr. bølgelængde. Plancks konstant er skrevet som {\displaystyle h}, {\displaystyle c} er lysets hastighed i vakuum, og {\displaystyle k_{\text{B}}} er Boltzmanns konstant. Bølgelængden {\displaystyle \lambda _{\max }} er da, hvor {\displaystyle B_{\lambda }} har sit maksimum, hvilket er, hvor hældningen er nul:
{\displaystyle \left.{\frac {dB_{\lambda }}{d\lambda }}\right\vert _{\lambda _{\max }}=0}
Den afledte til radiansen er:
{\displaystyle {\frac {dB_{\lambda }}{d\lambda }}={\frac {2hc^{2}}{\lambda ^{6}}}{\frac {1}{e^{\frac {hc}{\lambda k_{\text{B}}T}}-1}}\left({\frac {hc}{\lambda k_{\text{B}}T}}{\frac {1}{1-e^{-{\frac {hc}{\lambda k_{\text{B}}T}}}}}-5\right)}
Da den afledte ved maksimum skal være nul, kan faktoren foran parentesen ganges væk. Ligningen bliver da:
{\displaystyle {\frac {hc}{\lambda _{\max }k_{\text{B}}T}}{\frac {1}{1-e^{-{\frac {hc}{\lambda _{\max }k_{\text{B}}T}}}}}-5=0}
For yderligere at simplificere ligningen kan {\displaystyle x} defineres til at være:
{\displaystyle x\equiv {\frac {hc}{\lambda _{\max }k_{\text{B}}T}}}
Ligningen, der skal løses, er altså:
{\displaystyle x{\frac {1}{1-e^{-x}}}=5}
Dette kan løses numerisk vha. en fikspunktsiteration:
{\displaystyle x_{n+1}=5(1-e^{-x_{n}})}
Ved at gætte på 1 som {\displaystyle x_{1}} konvergerer iterationen på:
{\displaystyle x=4,96511...}
Ud fra definitionen på {\displaystyle x} ses det, at:
{\displaystyle \lambda _{\max }={\frac {hc}{xk_{\text{B}}}}{\frac {1}{T}}}
hvilket er Wiens forskydningslov. Med de kendte værdier for {\displaystyle h}, {\displaystyle c} og {\displaystyle k_{\text{B}}} kan proportionalitetskonstanten beregnes til at være:
{\displaystyle {\frac {hc}{xk_{\text{B}}}}\approx 2.9{\text{ mm K}}}
Produktet mellem temperatur og bølgelængde vil altså altid være denne konstant.